# Hakonechloa
Hakonechloa és un gènere de plantes de la tribu Arundínia, família de les poàcies. És originari del Japó. Fou descrit per William Munro l'any 1930. Han estat descrites 3 espècies del gènere Hakonechloa però només una ha estat acceptada:Hakonechloa macra (Munro) Honda 